# Шиповник иглистый
Шипо́вник игли́стый, или Ро́за игли́стая (лат. Rósa aciculáris) — кустарник; вид рода Шиповник (Rosa) семейства Розовые (Rosaceae).

## Ботаническое описание

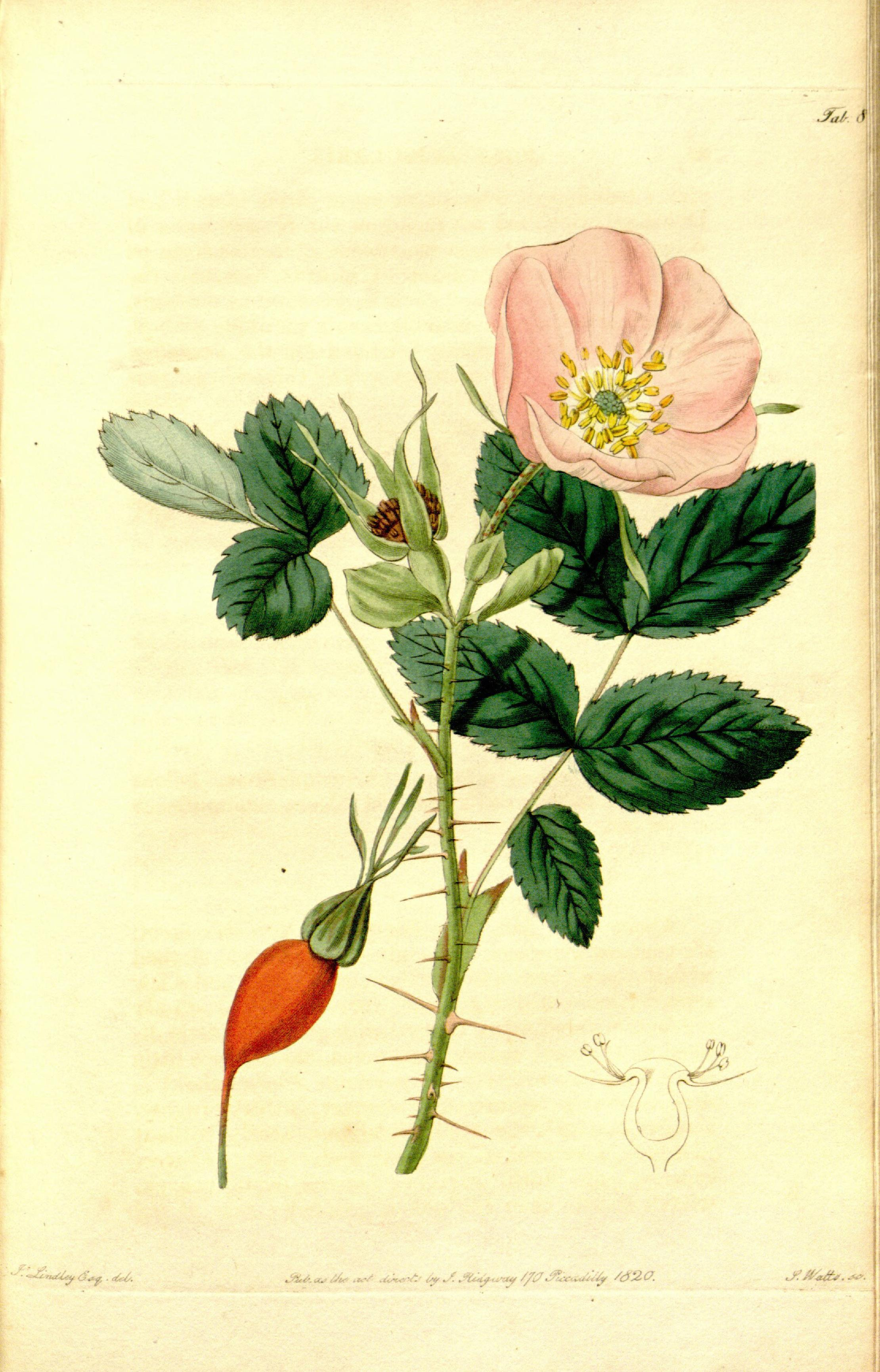
Ботаническая иллюстрация из книги Джона Линдли «Rosarum Monographia; or, a Botanical History of Roses», 1820

Шиповник иглистый — невысокий или средней величины (до 2 м высотой) листопадный кустарник.
Побеги дугообразные, реже прямостоячие, густо покрыты шиловидными шипами и короткими щетинками. Шипики очень тонкие, прямые или слабо изогнутые, часто расположенные попарно у основания листьев.
Листья перистые, 3—15 см длиной, состоят из 3—7, реже 9, даже 11 листочков, до 1,5—6 см длиной, на голом или мягко волосистом желёзистом стержне, яйцевидных или эллиптических, с округлым основанием, тупых или острых на вершине, обычно с простыми и глубокими зубцами в числе 9—25 с каждой стороны, тонких, сверху сизоватых, матово блестящих, голых или коротко-волосистых, снизу светло-зелёных, голых или рассеянно волосистых, часто только по жилкам. Прилистники по краю желёзисто-реснитчатые, с расходящимися, яйцевидно-ланцетными ушками.
Цветки одиночные или по два — три, 3—5 см в диаметре, на длинных, гладких или чаще желёзисто-щетинистых цветоножках, достигающих 0,7—3,5 см длины. Чашелистики ланцетные, узкие, на вершине более-менее расширенные, по отцветании направленные кверху, остающиеся. Лепестки обратносердцевидные, розовые или красноватые. Столбики мохнатые, свободные, головка столбиков округлая, шерстистая. Цветёт в июне — июле.
Плоды большей частью поникающие, иногда прямостоячие, 1,5—2,5 см в диаметре, то яйцевидные, с перетяжкой у верхушки, то эллиптические, суженные к обоим концам, то почти продолговатые, чаще обратно-грушевидные, суженные при основании, красного цвета, увенчанные на верхушке сходящимися чашелистиками. Созревают в августе—сентябре.

## Распространение и экология
Встречается на севере европейской России, на Урале, в лесной части Сибири, вплоть до Арктики, Северной Монголии, Даурии, Маньчжурии, по всему Приморью и Приамурью, Японии и Китае, Европе и в Северной Америке.
Растёт одиночно или группами на прогалинах и опушках смешанных и хвойных лесов среди кустарников, на склонах и в долинах рек.
Теневыносливый и зимостойкий вид. Образует гибриды с шиповником даурским.
|                                                        |  |  |  |
| Слева направо: цветок, плоды, побег с шипами, листочки |  |  |  |

## Химический состав
Корни шиповника иглистого содержат дубильные вещества, флавоноиды и катехины. Цветки содержат эфирное масло, дубильные вещества и флавоноиды.
Плоды растения содержат сахара, органические кислоты, витамины, каротин, флавоноиды, дубильные вещества, соли железа, марганца, фосфора, магния и кальция. По содержанию витамина С (около 2,3 % на сухой вес мякоти) плоды шиповника иглистого превосходят почти все растительные продукты. В семенах растения содержится витамин Е.
Исследование элементного состава шиповника иглистого показало, что накопление Zn, Cu, Ni и Co характерно для корней, Mn, Cr, Pb и Cd — для листьев, Fe — для чашелистиков, а плоды могут быть использованы в качестве потенциального источника Mn, Cr и Co. В эфирном масле шиповника иглистого были обнаружены 68 компонентов, среди которых доминировали эйкозан, пентадекан, триаконтан и дибутил фталат. В составе фенольных соединений шиповника иглистого присутствуют эллаговая кислота и ее производные, эллаготаннины, галлотаннины, катехины и их олигомеры, гидроксициннаматы и гликозиды кемпферола, кверцетина и дигидрокверцетина.

## Хозяйственное значение и использование
Одна из наиболее холодоустойчивых роз. Используется как дичок для подвоя и для посадки в изгороди и теневых местах.
Плоды шиповника иглистого используются в медицине. Они содержат 2,3—2,5 % витамина С на сухой вес мякоти плодов. С лечебной целью используются также корни и цветки растения. Экстракты шиповника иглистого обладают антимикробной и антиоксидантной активностью, ингибируют активность липазы, HIV-1 протеазы, глюкозидазы и амилазы.
Из лепестков шиповника иглистого получают эфирное масло, которое используется для ароматизации чая и приготовления варенья. Сухие лепестки растения применяются в кондитерской промышленности для получения розовой воды и уксуса. Их также используют как добавку для приготовления карамельных начинок и кетчупа. Они используются при производстве мыла. Из плодов шиповника иглистого готовят варенье, повидло, мармелад и пастилу. Заслуживает введения в культуру как эфирномасличное и красильное (плоды) растение.
Хороший пыльценос, но слабый медонос дающий пчёлам пыльцу. Масса пыльников одного цветка 6,8—100,0 мг, а пыльцепродуктивность 22,7—33,3 мг. Пыльца бледно-жёлтая, клейкая, мелкая.
Скотом не поедается. На Камчатке поедается северным оленем (Rangifer tarandus). Спелые плоды поедаются европейским лосём (Alces alces Linnaeus) осенью и зимой.

## Таксономия
- Rosa acicularis Lindl., 1820, Rosarum Monographia[исп.] 44, t. 8[21].

Вид Шиповник иглистый относится к роду Лапчатка (Potentilla) семейства Розовые (Rosaceae) порядка Розоцветные (Rosales), последовательно входящего в более крупные клады Фабиды → Розиды → Суперрозиды → Эвдикоты → Цветковые растения. Таксономическая схема в соответствии с Системой APG IV по состоянию на июнь 2024 года:
|  |                          |  |                                   |                                   |                   |  | еще 8 семейств | еще 8 семейств |                       |  |                         |  | еще 404 подтвержденных вида и 2 505 видов, ожидающих подтверждения | еще 404 подтвержденных вида и 2 505 видов, ожидающих подтверждения |  |
|  |                          |  |                                   |                                   |                   |  | еще 8 семейств | еще 8 семейств |                       |  |                         |  | еще 404 подтвержденных вида и 2 505 видов, ожидающих подтверждения | еще 404 подтвержденных вида и 2 505 видов, ожидающих подтверждения |  |
|  |                          |  |                                   | порядок Розоцветные               |                   |  |                |                | род Шиповник          |  |                         |  |                                                                    |                                                                    |  |
|  |                          |  |                                   | порядок Розоцветные               |                   |  |                |                | род Шиповник          |  | 2 внутривидовых таксона |  |                                                                    |                                                                    |  |
|  | клада Цветковые растения |  |                                   |                                   | семейство Розовые |  |                |                | вид Шиповник иглистый |  |                         |  |                                                                    |                                                                    |  |
|  | клада Цветковые растения |  |                                   |                                   |                   |  |                |                |                       |  |                         |  |                                                                    |                                                                    |  |
|  |                          |  | ещё 63 порядка цветковых растений | ещё 63 порядка цветковых растений |                   |  |                | еще 116 родов  | еще 116 родов         |  |                         |  |                                                                    |                                                                    |  |
|  |                          |  |                                   | ещё 63 порядка цветковых растений |                   |  |                |                | еще 116 родов         |  |                         |  |                                                                    |                                                                    |  |

### Внутривидовые таксоны
- Rosa acicularis subsp. acicularis
- Rosa acicularis subsp. sayi (Schwein.) W.H.Lewis

### Синонимы
- Rosa acicularis var. albiflora X.Lin & Y.L.Lin
- Rosa acicularis var. typica Regel
- Rosa alpina (Pall.1788)
- Rosa cinnamomea var. dahurica (Pall.) Regel
- Rosa suavis auct.
- Rosa taquetii auct.